# 朱枫故居
29°57′25″N 121°42′55″E / 29.957000°N 121.715170°E
朱枫故居，又名朱枫烈士纪念楼、憩园，位于中国浙江省宁波市镇海区招宝山街道镇海中学内，是中国共产党情报人员朱枫的故居。1996年11月，朱枫故居被公布为镇海区文物保护单位，2023年6月被列入浙江省文物保护单位。朱枫故居现为国家安全教育基地、浙江省省级爱国主义教育基地、浙江省党史教育基地、宁波市十佳党史教育基地。

## 历史
朱枫故居建于民国时期，为镇海、舟山地区知名富商、朱枫之父朱云水晚年所建的朱家花园的一部分，1905年时朱枫在此出生。1992年，镇海中学扩建田径场时保留并拨款30余万元修缮了朱家花园内的憩园，并向社会征集朱枫生前的遗物。1995年时，朱枫故居向社会开放，内陈列朱枫的生平事迹。1996年11月，朱枫故居成为镇海区文物保护单位，2023年6月被列入浙江省文物保护单位。

## 建筑形制
朱枫故居为江南园林风格的砖木结构建筑，占地217平方米，建筑大小五间两层，有曲折小巧的特点。外园月亮门上部为圆形门洞，下部两侧为饰有卷草、如意纹样的须弥座式基石，于门楣上刻有憩园二字，围墙饰有镂空围窗，天井内有花坛、石笋等装饰。

## 图片

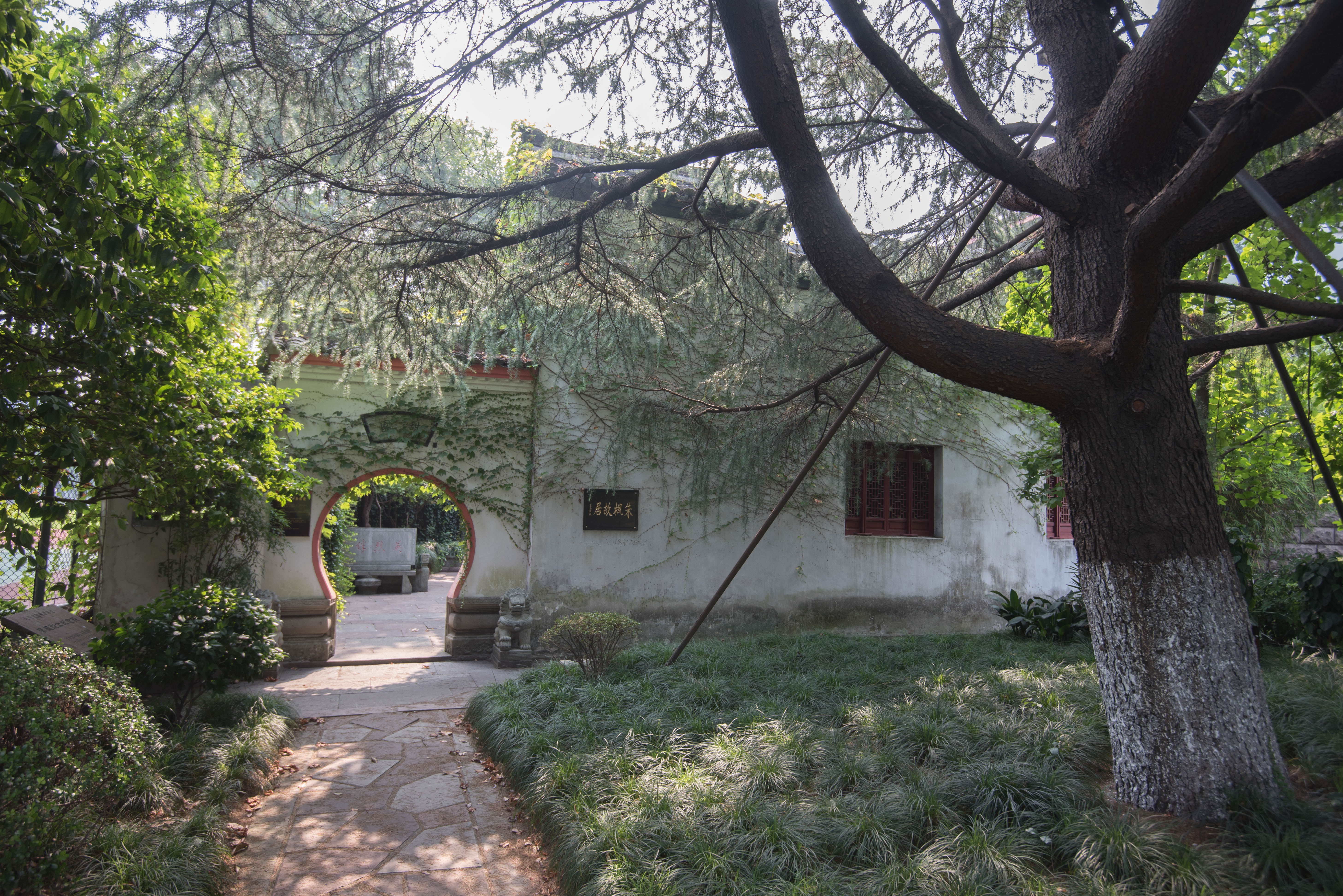
憩园入口
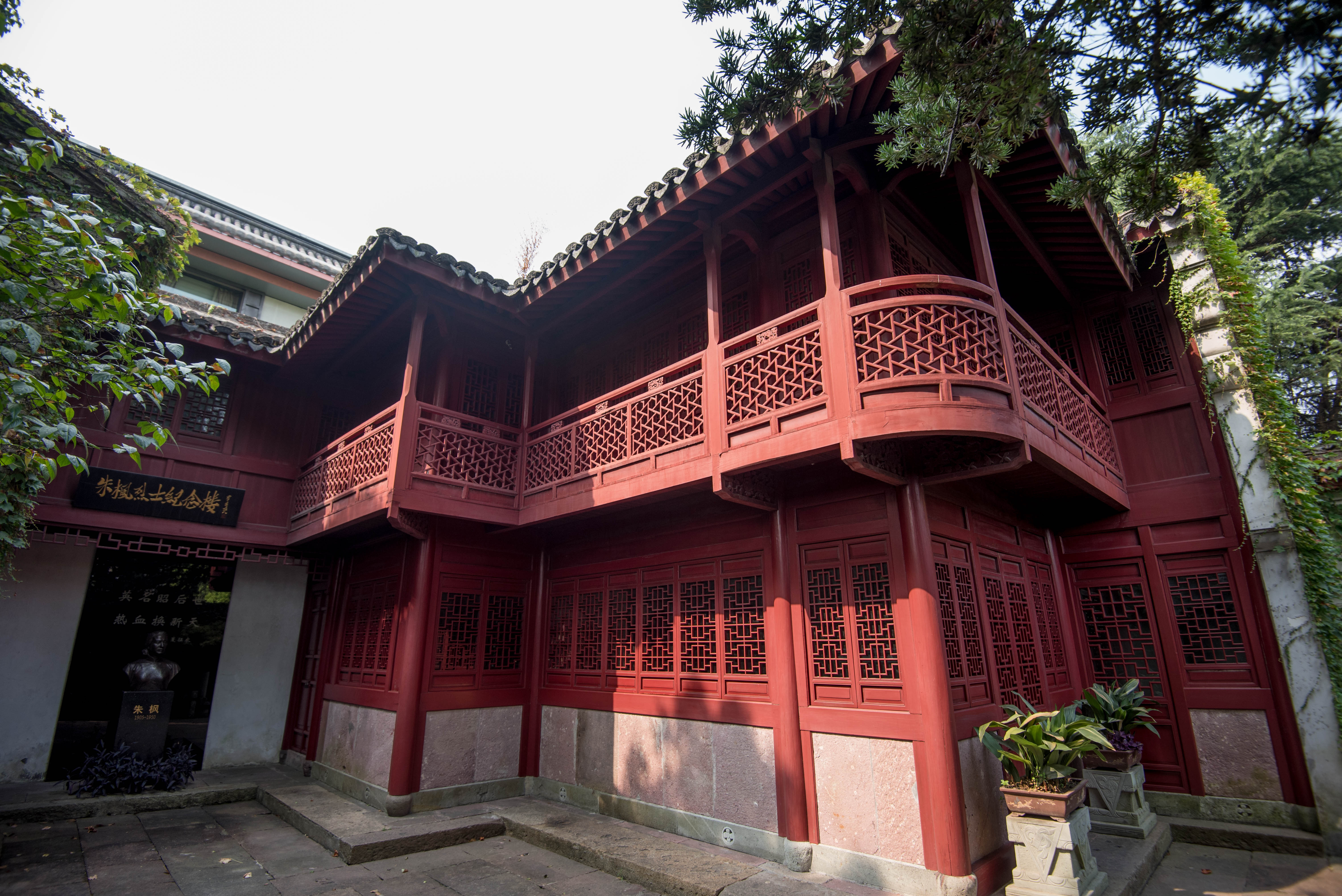
朱枫烈士纪念楼
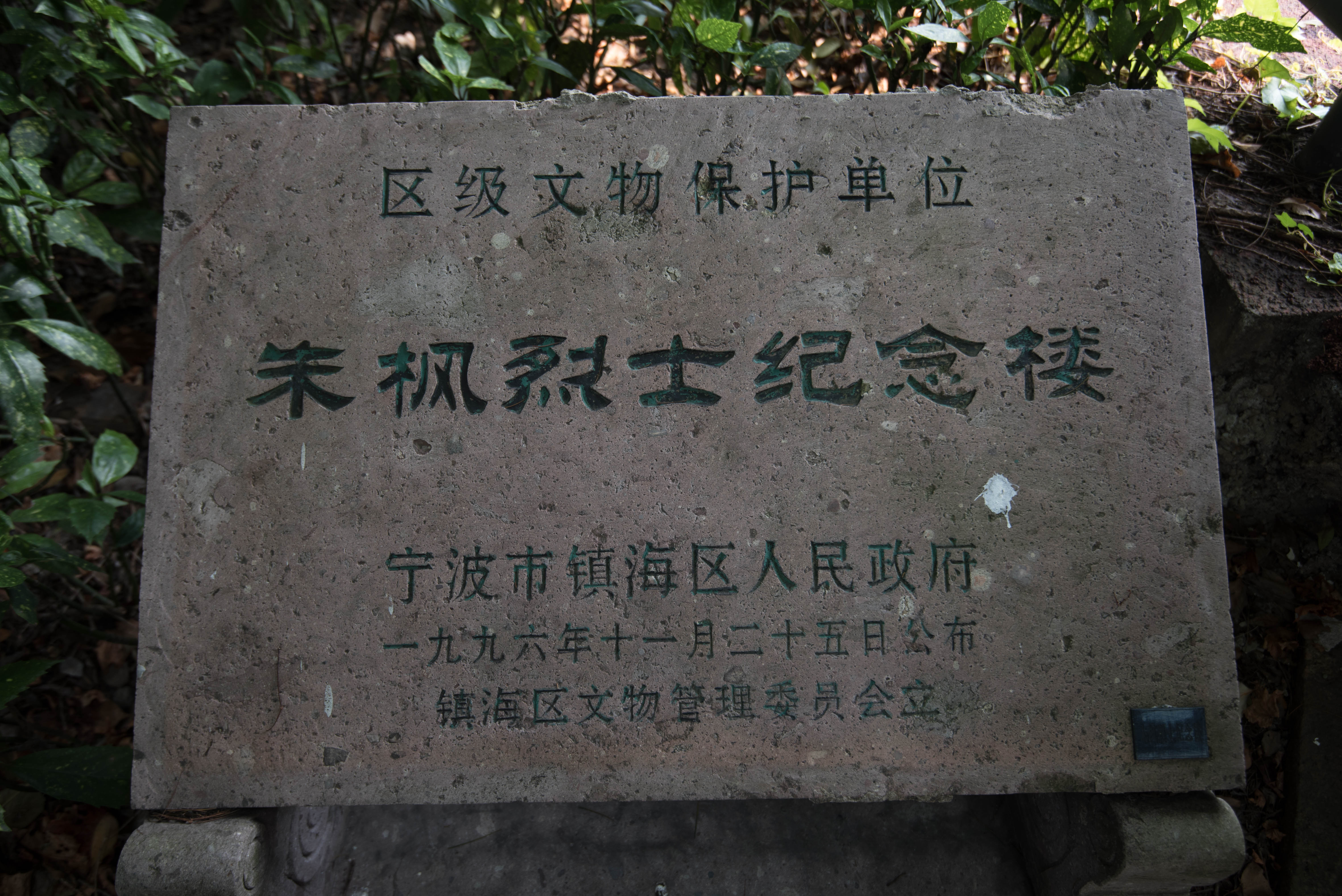
朱枫烈士纪念楼文保标识